# 新米錬金術師の店舗経営
『新米錬金術師の店舗経営』（しんまいれんきんじゅつしのてんぽけいえい）は、いつきみずほによる日本のライトノベル。2018年11月からWeb小説として「小説家になろう」にて連載を開始し、2019年9月から富士見ファンタジア文庫（KADOKAWA）より書籍版の刊行が開始。イラストはふーみ。書籍版の刊行後は、KADOKAWAが運営する「カクヨム」でもWeb版が掲載されるようになった。
「小説家になろう」「カクヨム」のWeb版では書籍版第5巻に相当する第五章で完結としているが、書籍版は書下ろしで第6巻が出版されている。
メディアミックスとして、2020年12月より、kireroの作画によるコミカライズが『コミックヴァルキリーWeb版』（キルタイムコミュニケーション）にて、Vol.91より連載されている。またテレビアニメ化され、2022年10月から12月まで放送された。

## ストーリー
王立錬金術師養成学校を卒業したサラサが就職先を探していた折に師匠であるオフィーリアからもらった卒業祝いは、設備が万全な上に1万レアという破格の値段で販売されているが、王都から馬車で1ヶ月離れた辺境のヨック村にある、既に引退した錬金術師が元々経営していた店舗兼住宅だった。希望をもって現地についたサラサが見た店は、長い間放置されていたらしく外観は植物が生い茂った廃屋同然。サラサは理想と全く異なる現実に幻滅したが、それにもめげず店を整備し、お隣さんや他の村人たちの協力もあって無事に開業する。
師匠が突然訪ねて来てアドバイスを貰ったり、店番に雑貨屋の娘ロレアを雇ったりしながら経営を始めるサラサ。魔物の村への襲撃や悪徳商人との商戦などの事件が起きるが、サラサは高い魔力と学校で好成績を収めた知識・体術・剣術を使って解決していく。

## 登場人物
サラサ・フィード
声 - 高尾奏音
本作の主人公。新米錬金術師。作品開始時点で15歳であり、作品世界では成人として扱われる。8歳で商人の両親が盗賊に襲われて死亡し、孤児院に引き取られる。その後、錬金術師になるため、王立錬金術師養成学校に進む。在学中は学業とアルバイトに集中し、先輩2人と後輩1人以外の友人関係は無かった。奨学金や報奨金を目当てで努力した結果、学年首席に近い成績で卒業した（なお、サラサより上位の人物は全員貴族であり、忖度による順位改変が行われているため実質的には首席も同然である）。資格を手に入れたばかりの新米でありながら錬金術師としては非常に優秀である。
在学中にマスタークラスの錬金術師オフィーリアの店でアルバイトをし、卒業した時にオフィーリアからヨック村の店を買ってもらう。オフィーリアを師匠と呼び、開店後も弟子として可愛がられている。
膨大な魔力を有しているが膨大すぎて自分で制御しきれておらず、オフィーリアにもらった錬成具であるネックレスがリミッターの役割を担っている。ネックレスが無くなると膨大な魔力を制御できなくなり、錬金や魔法を行使した際に周囲に危険が及んでしまう。
ロレア
声 - 木野日菜
ヨック村の雑貨屋の娘。サラサより2歳年下。雑貨屋の店番をしていたので読み書き計算ができ、サラサの店の店番に雇われる。サラサの家（兼店舗）の台所が整備された後には料理も担当することになる。
アイリス・ロッツェ
声 - 大西沙織
ヘルフレイムグリスリーに襲われ、瀕死の状態でサラサの店に連れてこられた採取者。高額の錬成薬（ポーション）を使って救命されるが、その借金返済の義務を負う。サラサの提案で家賃の節約の為、相棒のケイトと一緒にサラサの店の2階に住み込むことになる。真面目だがおっちょこちょいで何かと間が悪く、トラブルの原因になりがち。
ケイト・スターヴェン
声 - 諏訪ななか
アイリスの相棒の採取者。ブラックエルフのハーフで弓が得意。しっかり者でアイリスをサポートしている。
オフィーリア・ミリス
声 - 斎賀みつき
錬金術師の中で最も高いクラスであるマスタークラスの女性。学生だったサラサをアルバイトに採用し、弟子として錬金術を教えた。
卒業時にはサラサが買った錬金術大全に保証の裏書をしてやり、代金750万レアが500万レアになるようにディスカウントに手を貸したほか、修行先を探していたサラサにヨック村の店を買い与え、その店の開業後も面倒を看ている。
マリア
声 - 小清水亜美
オフィーリアの店の店員。料理上手でオフィーリアの身の回りの世話もしている。
エルズ
声 - 新井里美
サラサの店から歩いて1分ほど離れたお隣さん。ちょっと恰幅のいい40代後半ぐらいの女性。夫は猟師のジャスパー。獲物の解体、加工もできる。肉はディラルの食堂に卸している。
ジャスパー
声 - 若林佑
猟師。エルズの夫。村人の中では最も戦闘能力はあるが、採取者ではないので魔物退治は無理。
ディラル
声 - 寺依沙織
宿場兼食堂の女将。エルズと幼なじみで仲がいい。
ゲベルク
声 - 檜山修之
村の大工。物静かな性格。家具作りから建物の普請、柵の設置まで請け負う。弟子はいない。家具などは1人で作り、労力を必要とする作業には村人を臨時で雇う。
ジズド
声 - 中島卓也
村の鍛冶屋。鉄板を含め色々な鉄製品を作る。
村長
声 - 玉井勇輝
のんびりとした結構な歳の老人。
エリン
声 - 杉山里穂
村長の娘。サラサからは「実質的な村長」と思われている。ヘルフレイムグリスリー狂乱の原因の調査をサラサ達に依頼する。
ダルナとマリー
声 - 柳晃平（ダルナ）
雑貨屋の夫婦。ロレアの両親。商品の販売や仕入れのため、一番近い町サウス・ストラグに出かけることがある。
アンドレ
声 - 三宅健太
採取者。ヨック村に拠点を持つ採取者の中ではベテラン。いつもギル（声 - 浜田洋平）とグレイ（声 - 岡井カツノリ）と3人パーティで行動する。
レオノーラ
声 - 浅野真澄
サウス・ストラグに店を構える錬金術師。40歳前後の女性。サラサと素材の売買で交流がある。
元々ヨック村で商売をしていた錬金術師が引退したことで素材の物流が滞り困っていたが、サラサの登場によって解決した。
フィリオーネ
声 - 森なな子
レオノーラの店で働く従業員。店番や食事の準備や家の掃除、洗濯までこなす女性。料理の腕もいい。
アデルバート・ロッツェ
声 - 手塚ヒロミチ
アイリスの父親。領地は村が2つだけの木っ端貴族の騎士爵。飢饉の年に税金を減らして借金しても領民を救おうとした高潔な領主だが、利子を支払うだけで元本を返済できるほどの能力はない。債権者のヨクオ・カーク準男爵から急に一括返済を求められて、ホウ・バールとアイリスの結婚で金策をしようとした。
カテリーナ・スターヴェン
声 - 松本沙羅
ケイトの母親。ブラックエルフ。夫のウォルターはロッツェ家の家宰。なお、スターヴェン家はロッツェ家の唯一の陪臣。
ミスティ・ハドソン
サラサの一年後輩の錬金術師。サラサの弟子となる。
レイニー・ハドソン
ミスティの兄。
ザドク
レイニーの秘書。盗賊団と組み、サラサと敵対。サラサを害しようとするが、失敗する 。
ヨク・バール
声 - 興津和幸
サウス・ストラグにバール商会という店を構える悪徳商人。相当アコギな商売をしており、錬金術師の錬金を素材に細工をして失敗させ借金でいいなりにする、盗賊を雇って脅しをかけるなどの悪質な行為を多数行っている。サラサに氷牙コウモリに絡んだ商戦を仕掛けてきたので、レオノーラや他の採集者たちと組んで撤退に追い込んだ。その後急逝し、息子のホウが商会を継ぐこととなった。
ホウ・バール
ヨク・バールの息子。父親が死亡したため商会を継ぎ、アイリスの実家ロッツェ家の借金を肩代わりする代償にアイリスとの結婚を条件にする。
ヨクオ・カーク
サウス・ストラグやヨック村一帯を治める準男爵。ロッツェ家に金を貸していたが急に一括返済を求めてきた。バール商会と裏で繋がっている可能性がある。
ハージオ・カーク
サラサの前に突然現れていきなり結婚を申し込んだ 。自称、カーク家の正当な後継者。
ジョーゼフ
声 - 岡井カツノリ
サウス・ストラグに店を構えていた悪徳錬金術師。サラサが持ち込んだ素材を相場の10分の1程度で買い叩こうとした。
サラサが作った注意喚起のチラシ  により、採集者をだませなくなり、サラサを逆恨みした。
テレビアニメ版では名前は判明しておらず、「悪徳錬金術師」と表記されている。

## 既刊一覧

### 小説
- いつきみずほ（著）・ふーみ（イラスト）、KADOKAWA〈富士見ファンタジア文庫〉、既刊7巻（2022年11月18日現在）
  - 『新米錬金術師の店舗経営01 お店を手に入れた！』、2019年9月20日初版発行（同日発売[2]）、ISBN 978-4-04-073315-9
  - 『新米錬金術師の店舗経営02 商売をしよう』、2019年11月20日初版発行（同日発売[15]）、ISBN 978-4-04-073316-6
  - 『新米錬金術師の店舗経営03 お金がない？』、2020年3月20日初版発行（3月19日発売[16]）、ISBN 978-4-04-073637-2
  - 『新米錬金術師の店舗経営04 ちょっと困った訪問者』、2020年6月20日初版発行（6月19日発売[17]）、ISBN 978-4-04-073749-2
  - 『新米錬金術師の店舗経営05 冬の到来と賓客』、2021年9月20日初版発行（9月18日発売[18]）、ISBN 978-4-04-074257-1
  - 『新米錬金術師の店舗経営06 弟子ができちゃった!?』、2022年9月20日初版発行（9月16日発売[19]）、ISBN 978-4-04-074689-0
  - 『新米錬金術師の店舗経営07 疫病を退治しよう！』、2022年11月20日初版発行（11月18日発売[20]）、ISBN 978-4-04-074694-4

### 漫画
- いつきみずほ（原作）・kirero（作画）・ふーみ（キャラクター原案）『新米錬金術師の店舗経営』 キルタイムコミュニケーション〈ヴァルキリーコミックス〉、既刊7巻（2025年5月8日現在）
  1. 2021年10月8日発売[21]、ISBN 978-4-7992-1553-1
  2. 2022年4月8日発売[22]、ISBN 978-4-7992-1620-0
  3. 2022年10月7日発売[23]、ISBN 978-4-7992-1691-0
  4. 2023年5月8日発売[24]、ISBN 978-4-7992-1765-8
  5. 2024年3月8日発売[25]、ISBN 978-4-7992-1874-7
  6. 2024年9月6日発売[26]、ISBN 978-4-7992-1950-8
  7. 2025年5月8日発売[27]、ISBN 978-4-7992-2045-0

## テレビアニメ
2021年9月18日にテレビアニメ化が発表され、2022年10月から12月までAT-Xほかにて放送された。

### スタッフ
- 原作 - いつきみずほ[6]
- 原作イラスト - ふーみ[6]
- 監督 - 博史池畠[6]
- シリーズ構成 - 村越繁[6]
- キャラクターデザイン - 伊藤陽祐[6]
- 美術監督・美術設定 - 荒井和浩[6]
- 色彩設計 - 西詠仔[6]
- 撮影監督 - 芹澤陽香[6]、今泉秀樹（第5話）、熊井裕士（第8話）、岩井和也（第10話）、蔡伯崙（第12話）
- オフライン編集 - 三嶋章紀[6]
- 音響監督 - 本山哲[6]
- 音楽 - 富貴晴美[6]
- 音楽制作 - 日本コロムビア[6]
- 音楽プロデューサー - 井上哲也
- プロデューサー - 河本紗知、徳村憲一、田辺哲太、澁谷知子、礒谷徳知、岡田英健
- アニメーションプロデューサー - 安藤圭一
- アニメーション制作 - ENGI[6]
- 製作 - 「新米錬金術師の店舗経営」製作委員会（KADOKAWA、サミー、日本コロムビア、AT-X、キルタイムコミュニケーション）[6]

### 主題歌
「はじまるウェルカム」
大西亜玖璃によるオープニングテーマ。作詞はARAKI、作曲・編曲は木下龍平。
「Fine Days」
諏訪ななかによるエンディングテーマ。作詞は渡部紫緒、作曲・編曲は金崎真士。

### 各話リスト
| 話数   | サブタイトル           | 脚本     | 絵コンテ         | 演出       | 作画監督                                                                                                | 総作画監督        | 初放送日       |
| ------ | ---------------------- | -------- | ---------------- | ---------- | --- | ----------------- | -------------- |
| 第1話  | お店を手に入れた！     | 村越繁   | 博史池畠         | 槙麻里奈   | 亀山千夏 増井良紀                                                                                       | 伊藤陽祐          | 2022年 10月3日 |
| 第2話  | 村にやってきた！       | 村越繁   | 寺丘臨           | 金澤由季   | Lee Seong-jin Hwang Seong-won Shin Eun-ah Kim Jeong-suk Kim Jong-suk                                    | 鯉川慎平          | 10月10日       |
| 第3話  | 魔物が出た！           | 兵頭一歩 | 増田敏彦         | 加藤顕     | 服部憲知 飯飼一幸 宇井川真明 青沼ひかり 星月動画 Revival 木木欣                                         | 伊藤陽祐          | 10月17日       |
| 第4話  | 一緒に暮らそう！       | 福田裕子 | 海野なまこ       | 佐々木瑞樹 | 桜井木ノ実 南信一郎 川口弘明 陈亮 宇井川真明 青沼ひかり                                                 | 鯉川慎平          | 10月24日       |
| 第5話  | 新商品を開発しよう！   | 村越繁   | 大宙征基         | 粟井重紀   | 宇井川真明 青沼ひかり BigOwl                                                                            | 鯉川慎平          | 10月31日       |
| 第6話  | 湖に出掛けよう！       | 福田裕子 | 博史池畠         | 熊野千尋   | 亀山千夏 増井良紀 宇井川真明                                                                            | 伊藤陽祐          | 11月7日        |
| 第7話  | 錬成具が壊れた！       | 兵頭一歩 | ワタナベシンイチ | 金澤由季   | Lee Seong-jin Shin Eun-ah Kim Jong-suk Hwang Seong-won Kang Hyeon-guk Kim Jeong-suk 青沼ひかり          | 亀山千夏          | 11月14日       |
| 第8話  | 商売敵が現れた！       | 村越繁   | 海野なまこ       | 殿勝秀樹   | 桜井木ノ実 南信一郎 飯飼一幸 服部益美 陈亮 宇井川真明 青沼ひかり                                        | 亀山千夏 伊藤陽祐 | 11月21日       |
| 第9話  | 蜂蜜を採りに行こう！   | 福田裕子 | 増田敏彦         | 吉田修司   | 服部憲知 飯飼一幸 宇井川真明 青沼ひかり 星月動画 木木欣 ワンオーダー Revival                            | 伊藤陽祐          | 11月28日       |
| 第10話 | お金で解決しよう！     | 兵頭一歩 | 麦野アイス       | 萩原悠理   | 岩永遼太 追江沙羅 チェ ユンミ 南伸一郎 森田ゆうし 宇井川真明 青沼ひかり 温州夢ト動漫設計有限公司 BigOwl | 亀山千夏          | 12月5日        |
| 第11話 | サラマンダーを倒そう！ | 村越繁   | 博史池畠         | 槙麻里奈   | 増井良紀 宇井川真明 旭陽動画 BigOwl 24FPS Revival Studio EverGreen                                      | 伊藤陽祐          | 12月12日       |
| 第12話 | 新米錬金術師の店舗経営 | 村越繁   | 誌村宏明         | 熊野千尋   | 増井良紀 宇井川真明 青沼ひかり BigOwl                                                                   | 伊藤陽祐          | 12月19日       |

### 放送局
| 放送期間                 | 放送時間                     | 放送局     | 対象地域 | 備考                                            |
| ------------------------ | ---------------------------- | ---------- | -------- | ----------------------------------------------- |
| 2022年10月3日 - 12月19日 | 月曜 21:00 - 21:30           | AT-X       | 日本全域 | 製作参加 / CS放送 / 字幕放送 / リピート放送あり |
|                          | 月曜 22:30 - 23:00           | TOKYO MX   | 東京都   |                                                 |
|                          | 月曜 23:30 - 火曜 0:00       | BS日テレ   | 日本全域 | BS/BS4K放送 / 『アニメにむちゅ〜』枠            |
| 2022年10月4日 - 12月20日 | 火曜 0:00 - 0:30（月曜深夜） | KBS京都    | 京都府   |                                                 |
|                          |                              | サンテレビ | 兵庫県   |                                                 |

| 配信開始日         | 配信時間           | 配信サイト |
| ------------------ | ------------------ | --- |
| 2022年10月3日      | 月曜 22:00 更新    | dアニメストア |
| 2022年10月6日      | 木曜 22:00 - 22:30 | ABEMA |
| 2022年10月10日以降 | 順次更新           | ニコニコ生放送 ニコニコチャンネル GYAO! ひかりTV FOD バンダイチャンネル Hulu TELASA J:COMオンデマンド milplus アニメ放題 Amazon Prime Video U-NEXT Rakuten TV DMM.com music.jp ビデオマーケット HAPPY!動画 クランクイン！ビデオ ムービーフルplus |

### ミニアニメ
TVアニメ「新米錬金術師の店舗経営」ミニアニメ
YouTube『KADOKAWAanime』で配信の短編アニメ。
- キャラクター原案 - ふーみ
- 脚本 - 福田裕子
- 絵コンテ・演出・ミニキャラクターデザイン・作画監督 - 榎麻里奈
- アニメーション制作 - ENGI
- 製作 - 「新米錬金術師の店舗経営」製作委員会

| #   | サブタイトル | 配信日         |
| --- | ------------ | -------------- |
| #0  | 夢がいっぱい | 2022年 9月30日 |
| #1  | 大冒険？     | 10月7日        |
| #2  | そんけい     | 10月14日       |
| #3  | 助けるには…  | 10月21日       |
| #4  | 罪悪感       | 10月28日       |
| #5  | 宝もの       | 11月4日        |
| #6  | お手♥        | 11月11日       |
| #7  | 採集者の勘   | 11月18日       |
| #8  | 成長！       | 11月25日       |
| #9  | つよい       | 12月2日        |
| #10 | お嬢さま     | 12月9日        |
| #11 | 激励         | 12月16日       |
| #12 | おかえり     | 12月23日       |

### BD / DVD
| 巻 | 発売日         | 収録話         | 規格品番   | 規格品番   |
| 巻 | 発売日         | 収録話         | BD         | DVD        |
| -- | -------------- | -------------- | ---------- | ---------- |
| 1  | 2022年12月23日 | 第1話 - 第4話  | ZMXZ-16151 | ZMBZ-16161 |
| 2  | 2023年1月25日  | 第5話 - 第8話  | ZMXZ-16152 | ZMBZ-16162 |
| 3  | 2023年2月22日  | 第9話 - 第12話 | ZMXZ-16153 | ZMBZ-16163 |

### ボイスドラマ
KADOKAWAおよびヌルサクのボイスドラマ配信サービス『mimicle』にてASMRボイスドラマ『『新米錬金術師の店舗経営』ASMRボイスドラマ 〜癒しの錬成具ができました〜』が2023年3月31日より配信。